# Chloropsis cyanopogon
Chloropsis cyanopogon е вид птица от семейство Chloropseidae. Видът е почти застрашен от изчезване.

## Разпространение
Видът е разпространен в Бруней, Индонезия, Малайзия, Мианмар, Сингапур и Тайланд.